# 김상기 (법조인)
김상기(金相基, 1945년 ~)는 청주지방법원과 서울행정법원에서 법원장을 역임한 법조인이다. 

## 생애
1945년 전라남도 담양군에서 태어난 김상기는 1963년 2월 광주제일고등학교, 1967년 서울대학교 법학과를 졸업하고 1970년 제12회 사법시험에서 합격하여 1972년 사법연수원과 군 법무관을 마치고 1973년 광주지방법원 판사에 임용되었다. '양도담보에 관한 문제점'등 다수의 논문을 저술했으며 초임 법관 시절부터 테니스를 즐겼다.
서울행정법원 법원장으로 재직하던 2003년 9월 22일에 있었던 국정감사에서 홍준표 의원이 "국가정보원 직원의 증인출석 제한이 헌법 불합치로 결정됐는데도 재판부가 피고인측이 주장한 전직 국가정보원장 등을 증인으로 소환하지도 않고 서둘러 재판을 끝냈다"며 "이는 사건의 유·무죄를 떠나 절차적으로 중대한 하자가 있었음을 보여주는 것"이라고 하면서 "대통령이 가장 어려운 시기에 이번 판결이 내려진 것은 대통령의 신당 창당을 도와주기 위한 정치적 고려가 작용한 것 아니었느냐"고 묻자 "판결의 실체적인 부분을 제외하고 절차적인 부분에 대해 잘못이 있었다는 점은 법원장 개인으로서 충분히 공감한다"고 답변했다. 이에 대해 논란이 있자 "증인도 받아주고 사실조회도 받아줘야 한다"며 "재판내용은 모른 채 홍준표 의원 말씀이 사실이라면 나같으면 그렇게 재판하지 않겠다는 이야기였다 재판의 실체적인 부분과 정치적 재판을 했다는 점을 제외하고는 절차적 문제에서 잘못됐다고 한다면 충분히 잘못됐다고 생각하고 의원들의 흥분도 이해한다"고 말했다.

## 경력
- 1973년 광주지방법원 판사
- 1974년 광주지방법원 목포지원 판사
- 1977년 광주지방법원 판사
- 1979년 광주지방법원 순천지원 판사
- 1981년 광주지방법원 판사
- 1982년 광주고등법원 판사
- 1985년 대법원 재판연구관
- 1986년 마산지방법원 부장판사
- 1989년 춘천지방법원 강릉지원 지원장
- 1991년 인천지방법원 부장판사
- 1991년 광주고등법원 부장판사
- 1992년 서울지방법원 서부지원 부장판사
- 1996년 서울고등법원 부장판사
- 1999년 서울지방법원 서부지원장(직무대리)
- 2000년 제주지방법원 법원장 겸 광주고등법원 제주부 부장판사
- 2002년 청주지방법원 법원장
- 2003년 서울행정법원 법원장
- 2004년 변호사 개업

## 주요 판결
- 서울고등법원 민사8부 재판장으로 재직하던 1996년 2월 27일에 김현철이 한겨레신문을 상대로 제기한 손해배상청구소송 1심판결에서의  정정보도를 가집행할 수 있도록 한 것에 대해 한겨레신문이 제기한 강제집행 정지 신청에 대해 "이유있다"며 "항소심 판결까지 이를 정지한다"고 했다.[3]
- 서울고등법원 형사2부 재판장으로 재직하던 1997년 4월 11일에 경전투 헬기사업 관련하여 업체로부터 뇌물을 받아 구속된 전 국방부 장관 이양호에게 원심대로 징역4년과 1억5천만원 몰수형을 선고했다.[4] 12월 26일에 아랍계 교수 무하마드 깐수로 위장해 12년동안 국내에서 간첩활동을 하여 구속되어 1,2심에서 징역15년이 선고받은 정수일에 대한 파기환송심에서 국가기밀 탐지, 수집, 전달 혐의는 무죄라고 판단하면서 징역12년을 선고했다.[5]
- 서울고등법원 재판장으로 재직하던 1999년 9월에 폐암으로 숨진 광산노동자에게 폐암을 진폐증의 합병증으로 보아 업무상재해를 인정하는 판결을 처음으로 선고했다.[6]